# 雷东德斯科
雷东德斯科（義大利語：Redondesco），是意大利曼托瓦省的一个市镇。总面积19平方公里，人口1333人，人口密度70.2人/平方公里（2009年）。国家统计（ISTAT）代码为020048。